# Zola Matumona
Zola Matumona (* 26. November 1981 in Kinshasa) ist ein kongolesischer Fußballspieler. Er spielt im Mittelfeld.

## Karriere
Matumona begann seine Karriere 2001 beim AS Vita Club, einem der größten Fußballklubs in der demokratischen Republik Kongo. 2003 wechselte er für eine Saison zum FC Saint Eloi Lupopo, ehe er wieder zum Vita Club zurückkehrte. 2006 wechselte er zum CD Primeiro de Agosto.
2007 ging er nach Belgien zum FC Brüssel, 2009 zum RAEC Mons. Im Jahr 2013 wechselte er für eine Saison zu CD Primeiro de Agosto, bei denen er bereits 2006 unter Vertrag gestanden hatte.